# Distretto di La Tinguiña
Il distretto di La Tinguiña è uno dei quattordici distretti della provincia di Ica, in Perù. Si trova nella regione di Ica e si estende su una superficie di 98,34  chilometri quadrati.